# 音韻闡微
《音韻闡微》是清代韻書，由李光地等所著。

## 内容主旨
《音韻闡微》共分18卷，收錄16000字，於雍正六年（公元1728年）刊印武英殿刻本。書中所錄漢字類依《平水韻》分爲106韻部，同一韻內再依「三十六字母」牙、舌、脣、齒、喉聲母序排列，聲韻母組合中又分韻等而得讀音。每字先註《廣韻》反切，再註《集韻》反切，然後註上本書的新反切，最後加上扼要釋義。
本書的新反切，乃「合聲」之法，使用者可以把切上字與切下字急讀，即容易地得出讀音。例如「東」字，《廣韻》是「德紅切」，《集韻》是「都籠切」，本書改爲「都翁切」合聲，方便使用者急讀切語中的二字。此合聲法受滿文12字頭拼音方法之启示而生，切語上下字盡量聲韻和諧。

## 註
1. ↑  例：支韻下有審二（如師）、審三（如施），審二稱爲開口呼，審三爲齊齒呼。書中反切音或有誤，因為審二的音，部份於韻譜屬假二等真三等，此時審二和審三的讀音相同（例：審二「師」、審三「施」在聲母不分時皆屬三等音。）

## 外部連結
- 青蛙亭漢語塾：《音韻闡微》書影
- 維基文庫：御定音韻闡微 (四庫全書本)